# Modernizm katolicki
Modernizm – nurt w filozofii i teologii katolickiej przełomu XIX i XX wieku.
Głównymi przedstawicielami modernizmu katolickiego byli teologowie Alfred Loisy, autor książki L'Évangile et l'Église (1902) oraz George Tyrrell, a także filozofowie Maurice Blondel i Édouard Le Roy, jednak żaden z nich nie używał nazwy "modernizm" w odniesieniu do swoich poglądów. Do tego nurtu zaliczano też do pewnego stopnia historyka chrześcijaństwa Louisa Duchesne’a.
Modernizm został oficjalnie potępiony jako  zbiór wszystkich herezji przez papieża Piusa X w encyklice Pascendi Dominici gregis.

## Poglądy modernistów
Główną inspiracją modernizmu były osiągnięcia dziewiętnastowiecznej nauki oraz filozofii. Największy wpływ na modernistów wywarły poglądy Henriego Bergsona.
Głównym poglądem, który ściągnął potępienie papieskie było założenie, że dogmaty Kościoła katolickiego mają historyczny charakter i ewoluowały w przeszłości łącznie z samym Kościołem. Dlatego też moderniści dopuszczali zmianę doktryny Kościoła posuniętą nawet do zmiany dogmatów. Doktryna miała odpowiadać swojej epoce. Ponadto konsekwencją przyjęcia modernistycznego punktu widzenia, była możliwość pozostawania w Kościele mimo zaprzeczania dogmatom ogłoszonym w dawnych wiekach: były one prawdziwe w momencie ogłoszenia, natomiast w danej chwili prawdziwe mogą być poglądy całkiem odmienne. Przekonanie o ewolucji dogmatów kontrastuje z zaaprobowaną przez Kościół katolicki opinią kardynała Newmana o rozwoju doktryny katolickiej, jej ciągłości i niezależności od epoki historycznej.
Modernistów wyróżniała też analiza Biblii oparta wyłącznie na tekście, bez zwracania uwagi na komentarze np. ojców Kościoła. Jednocześnie krytyka tekstu była racjonalistyczna. Np. podawano w wątpliwość realność cudów opisywanych w Biblii, czy rzetelność autorów tekstu biblijnego. Z tego powodu modernistów oskarżano o wpływ protestanckiej szkoły krytyczno-historycznej (szkoła w Tybindze) oraz sekularystycznych idei oświecenia.
Filozoficznie modernizm charakteryzował irracjonalistyczny pogląd na religię jako domenę emocji wiernych; jako że istnienia Boga ani prawd wiary nie sposób, według modernistów, udowodnić. Nie oznaczało to deprecjacji poznania religijnego, jako że intelekt nie był zdaniem modernistów jedyną czy najwłaściwszą drogą poznania. Prawdy wiary nie miały być odzwierciedleniem rzeczywistości (co najwyżej jej symbolami), ale normami postępowania. Według sławnego przykładu dogmat "Bóg jest osobą" miał w istocie oznaczać "traktuj Boga jako osobę". Tylko normy, a nie poglądy można bowiem nakazać.
Katoliccy tradycjonaliści twierdzą, że modernizm katolicki był przesiąknięty ideami masońskimi, których w żaden sposób nie można pogodzić z katolicyzmem.

## Potępienie przez papieża

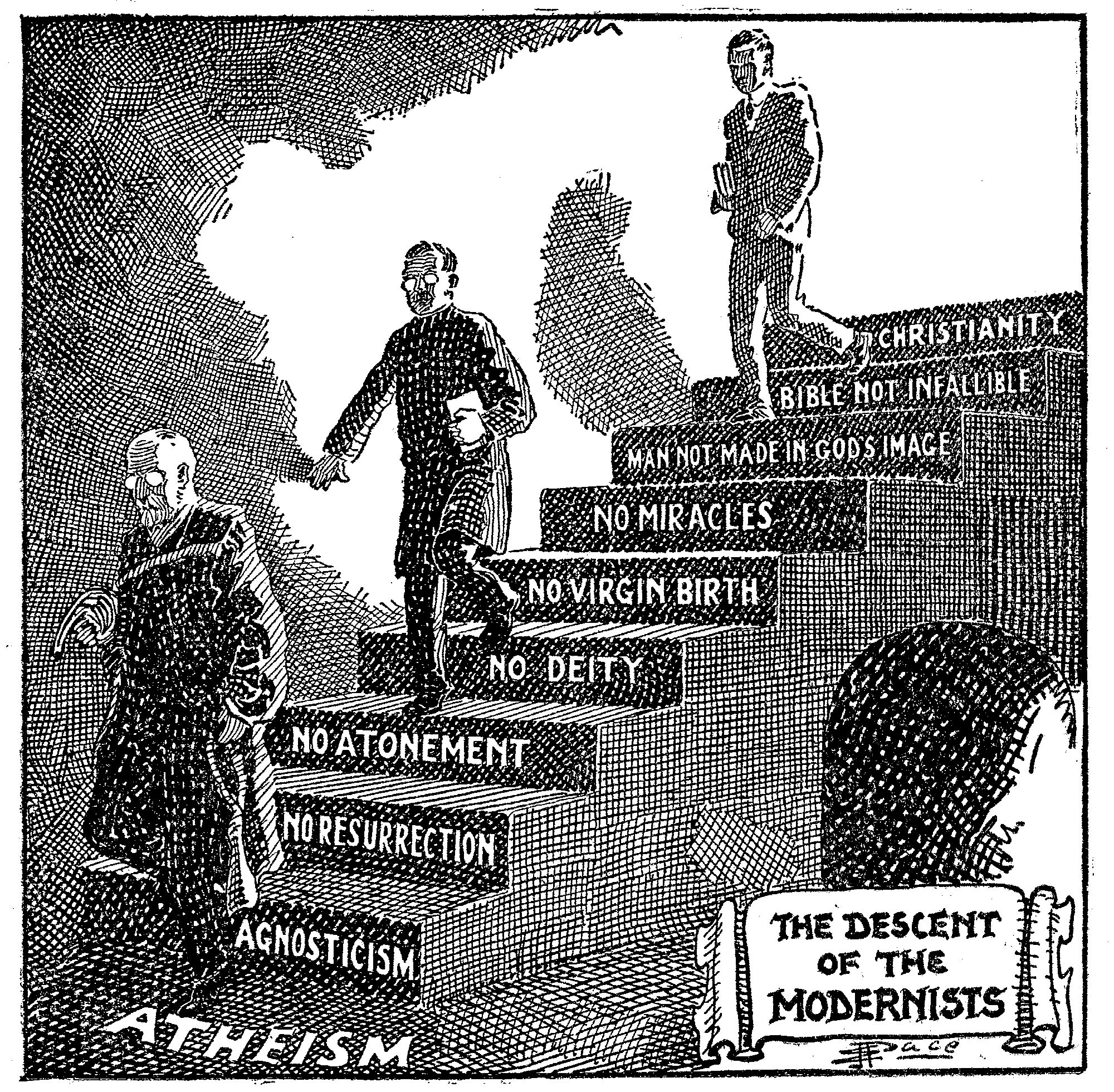
Ilustracja krytykująca modernizm jako "schodzenie" z chrześcijaństwa na ateizm. Na pierwszym schodku od góry jest napisane: "chrześcijaństwo". Na następnym: "Biblia nie jest nieomylna". Kolejny przedstawia napis: "człowiek nie został stworzony na podobieństwo Boga". Potem: "nie ma cudów". Na piątym: "nie było dziewiczego zrodzenia (Jezusa)". Na szóstym: "nie ma boskości" (Jezusa). Następnie: "nie było zadośćuczynienia" (na krzyżu). Na kolejnym: "nie było zmartwychwstania". Na ostatnim schodku: "agnostycyzm", a na podłodze: "ateizm".

Modernizm został potępiony przez papieża Piusa X w encyklice Pascendi Dominici Gregis i w dekrecie Lamentabili Sane. W tym ostatnim dokumencie Pius X określił modernizm jako syntezę wszystkich herezji. Określenie to nie znaczy, że modernizm jest połączeniem dotychczasowych herezji, ale wskazuje, że nurt ten podkopuje doktrynę Kościoła katolickiego w groźniejszy i bardziej całościowy sposób niż inne herezje. Zamiast krytykować poszczególne dogmaty, moderniści negowali istnienie niezmiennej prawdy i sens Urzędu Nauczycielskiego Kościoła.
Istnieje spór, czy potępiające modernizm encykliki papieskie wiernie opisywały poglądy modernistycznych teologów i czy istnieli oni jako grupa.

### Przysięga antymodernistyczna
Katalog błędów modernistycznych zawierała Przysięga antymodernistyczna. Przysięga musiała być wygłaszana przez każdego biskupa, księdza oraz nauczyciela religii przed uzyskaniem święceń lub zgody na nauczanie. Ustanowiono także sekretną organizację Sodalitium Pianum, mającą za zadanie tropienie i demaskowanie modernistów, głównie w seminariach duchownych.
Wygłaszanie Przysięgi antymodernistycznej zniósł papież Paweł VI w 1967 roku.